# Césarville-Dossainville

Césarville-Dossainville este o comună în departamentul Loiret din centrul Franței. În 1 ianuarie 2022 avea o populație de 222 de locuitori.